# Galeottia ciliata
Galeottia ciliata é uma espécie de planta do gênero Galeottia e da família Orchidaceae. 

## Taxonomia
A espécie foi descrita em 1989 por Eric A. Christenson e Robert Louis Dressler. 
Os seguintes sinônimos já foram catalogados:  
- Zygopetalum ciliatum  Morel
- Batemannia antioquiana  Kraenzl.
- Batemannia beaumontii  (Lindl.) Rchb.f.
- Galeottia antioquiana  (Kraenzl.) Dressler & Christenson
- Galeottia beaumontii  Lindl.
- Mendoncella antioquiana  (Kraenzl.) Garay
- Stenia beaumontii  (Lindl.) A.Rich. ex Planch.
- Zygopetalum beaumontii  (Lindl.) G.Nicholson
- Batemannia ciliata  (Morel) Cogn.
- Mendoncella ciliata  (Morel) Garay

## Forma de vida
É uma espécie epífita, terrícola e herbácea. 

## Descrição
| Flor                            | Flor                 |
| ------------------------------- | -------------------- |
| sépala e pétala                 | maculada             |
| coluna asa estigmática - forma  | ovada                |
| labelo margem                   | fimbriada            |
| coluna asa estigmática - margem | denteada             |
| labelo tamanho                  | mais longa que larga |

## Conservação
A espécie faz parte da Lista Vermelha das espécies ameaçadas do estado do Espírito Santo, no sudeste do Brasil. A lista foi publicada em 13 de junho de 2005 por intermédio do decreto estadual nº 1.499-R. 

## Distribuição
A espécie é encontrada nos estados brasileiros de Bahia, Distrito Federal, Espírito Santo, Mato Grosso e Pará. 
A espécie é encontrada nos  domínios fitogeográficos de Floresta Amazônica, Cerrado e Mata Atlântica, em regiões com vegetação de mata ciliar, mata de igapó, floresta de inundação, floresta ombrófila pluvial e restinga.